# Nikola Žigić
Nikola Žigić (* 25. září 1980, Bačka Topola, SR Srbsko, SFR Jugoslávie) je srbský fotbalový útočník a bývalý reprezentant, od července 2015 je bez angažmá.
Jeho silnou zbraní byla hra hlavou, při níž uplatnil svoji mimořádnou výšku 202 centimetrů.

## Klubová kariéra
- FK AIK Bačka Topola (mládež)
- FK AIK Bačka Topola 1998–2001
- FK Mornar 2001–2002
- FK Kolubara 2002
- FK Crvena zvezda 2002–2006
- →  FK Spartak Subotica (hostování) 2003
- Racing de Santander 2006–2007
- Valencia CF 2007–2010
- →  Racing de Santander (hostování) 2009
- Birmingham City FC 2010–2015

## Reprezentační kariéra
Celkově za srbský národní výběr odehrál 57 zápasů a vstřelil v něm 20 branek. Za reprezentaci Srbska a Černé Hory se zúčastnil MS 2006 v Německu a za reprezentaci Srbska se zúčastnil MS 2010 v Jihoafrické republice.

## Úspěchy
- Mistr Srbska a Černé Hory: 2003–04, 2005–06
- Copa del Rey: 2007–08
- Football League Cup: 2010–11
- Nejlepší ligový střelec: 2003–04
- Fotbalista roku (Srbsko): 2003, 2007